# بيلاتوس
بيلاتوس (بالإنجليزية: Mount Pilatus)‏ هو أحد جبال سلسلة جبال الألب إيمينتال ويقع في كانتون نيدفالدن/كانتون أوبفالدن في سويسرا. يحتل المرتبة رقم 365 في قائمة جبال سويسرا من حيث الارتفاع، إذ يبلغ ارتفاعه حوالي 2128 متر، بينما يبلغ ارتفاع نتوء الجبل 585 متر.

## المناخ
يظهر الجدول التالي التغييرات المناخية على مدار السنة لبيلاتوس :
| البيانات المناخية لـبيلاتوس (2106m a.s.l., Reference Period 1981–2010) | البيانات المناخية لـبيلاتوس (2106m a.s.l., Reference Period 1981–2010) | البيانات المناخية لـبيلاتوس (2106m a.s.l., Reference Period 1981–2010) | البيانات المناخية لـبيلاتوس (2106m a.s.l., Reference Period 1981–2010) | البيانات المناخية لـبيلاتوس (2106m a.s.l., Reference Period 1981–2010) | البيانات المناخية لـبيلاتوس (2106m a.s.l., Reference Period 1981–2010) | البيانات المناخية لـبيلاتوس (2106m a.s.l., Reference Period 1981–2010) | البيانات المناخية لـبيلاتوس (2106m a.s.l., Reference Period 1981–2010) | البيانات المناخية لـبيلاتوس (2106m a.s.l., Reference Period 1981–2010) | البيانات المناخية لـبيلاتوس (2106m a.s.l., Reference Period 1981–2010) | البيانات المناخية لـبيلاتوس (2106m a.s.l., Reference Period 1981–2010) | البيانات المناخية لـبيلاتوس (2106m a.s.l., Reference Period 1981–2010) | البيانات المناخية لـبيلاتوس (2106m a.s.l., Reference Period 1981–2010) | البيانات المناخية لـبيلاتوس (2106m a.s.l., Reference Period 1981–2010) |
| الشهر                                                                  | يناير                                                                  | فبراير                                                                 | مارس                                                                   | أبريل                                                                  | مايو                                                                   | يونيو                                                                  | يوليو                                                                  | أغسطس                                                                  | سبتمبر                                                                 | أكتوبر                                                                 | نوفمبر                                                                 | ديسمبر                                                                 | المعدل السنوي                                                          |
| ---------------------------------------------------------------------- | ---------------------------------------------------------------------- | ---------------------------------------------------------------------- | ---------------------------------------------------------------------- | ---------------------------------------------------------------------- | ---------------------------------------------------------------------- | ---------------------------------------------------------------------- | ---------------------------------------------------------------------- | ---------------------------------------------------------------------- | ---------------------------------------------------------------------- | ---------------------------------------------------------------------- | ---------------------------------------------------------------------- | ---------------------------------------------------------------------- | ---------------------------------------------------------------------- |
| متوسط درجة الحرارة الكبرى °م (°ف)                                      | −1.1 (30.0)                                                            | −1.7 (28.9)                                                            | −0.2 (31.6)                                                            | 1.9 (35.4)                                                             | 6.5 (43.7)                                                             | 9.5 (49.1)                                                             | 12.2 (54.0)                                                            | 11.9 (53.4)                                                            | 9.1 (48.4)                                                             | 6.9 (44.4)                                                             | 1.9 (35.4)                                                             | −0.3 (31.5)                                                            | 4.7 (40.5)                                                             |
| المتوسط اليومي °م (°ف)                                                 | −4.0 (24.8)                                                            | −4.6 (23.7)                                                            | −3.2 (26.2)                                                            | −0.9 (30.4)                                                            | 3.6 (38.5)                                                             | 6.6 (43.9)                                                             | 9.2 (48.6)                                                             | 9.1 (48.4)                                                             | 6.3 (43.3)                                                             | 3.9 (39.0)                                                             | −0.9 (30.4)                                                            | −3.2 (26.2)                                                            | 1.8 (35.2)                                                             |
| متوسط درجة الحرارة الصغرى °م (°ف)                                      | −6.8 (19.8)                                                            | −7.3 (18.9)                                                            | −5.9 (21.4)                                                            | −3.4 (25.9)                                                            | 1.1 (34.0)                                                             | 4.0 (39.2)                                                             | 6.4 (43.5)                                                             | 6.6 (43.9)                                                             | 3.8 (38.8)                                                             | 1.3 (34.3)                                                             | −3.6 (25.5)                                                            | −5.9 (21.4)                                                            | −0.8 (30.6)                                                            |
| الهطول مم (إنش)                                                        | 202 (8.0)                                                              | 195 (7.7)                                                              | 207 (8.1)                                                              | 208 (8.2)                                                              | 162 (6.4)                                                              | 169 (6.7)                                                              | 163 (6.4)                                                              | 172 (6.8)                                                              | 124 (4.9)                                                              | 106 (4.2)                                                              | 163 (6.4)                                                              | 209 (8.2)                                                              | 2٬081 (81.9)                                                           |
| متوسط أيام هطول الأمطار (≥ 1.0 mm)                                     | 12.7                                                                   | 11.6                                                                   | 15.0                                                                   | 13.9                                                                   | 15.0                                                                   | 15.7                                                                   | 14.2                                                                   | 13.9                                                                   | 11.7                                                                   | 10.5                                                                   | 12.1                                                                   | 14.4                                                                   | 160.7                                                                  |
| متوسط الرطوبة النسبية (%)                                              | 63                                                                     | 66                                                                     | 74                                                                     | 79                                                                     | 82                                                                     | 85                                                                     | 83                                                                     | 82                                                                     | 78                                                                     | 70                                                                     | 67                                                                     | 65                                                                     | 74                                                                     |
| ساعات سطوع الشمس الشهرية                                               | 123                                                                    | 130                                                                    | 143                                                                    | 137                                                                    | 146                                                                    | 133                                                                    | 159                                                                    | 156                                                                    | 152                                                                    | 159                                                                    | 115                                                                    | 105                                                                    | 1٬658                                                                  |
| نسبة وصول أشعة الشمس                                                   | 50                                                                     | 46                                                                     | 39                                                                     | 34                                                                     | 31                                                                     | 28                                                                     | 33                                                                     | 36                                                                     | 41                                                                     | 49                                                                     | 45                                                                     | 45                                                                     | 38                                                                     |
| المصدر: MeteoSwiss                                                     |                                                                        |                                                                        |                                                                        |                                                                        |                                                                        |                                                                        |                                                                        |                                                                        |                                                                        |                                                                        |                                                                        |                                                                        |                                                                        |

## معرض صور

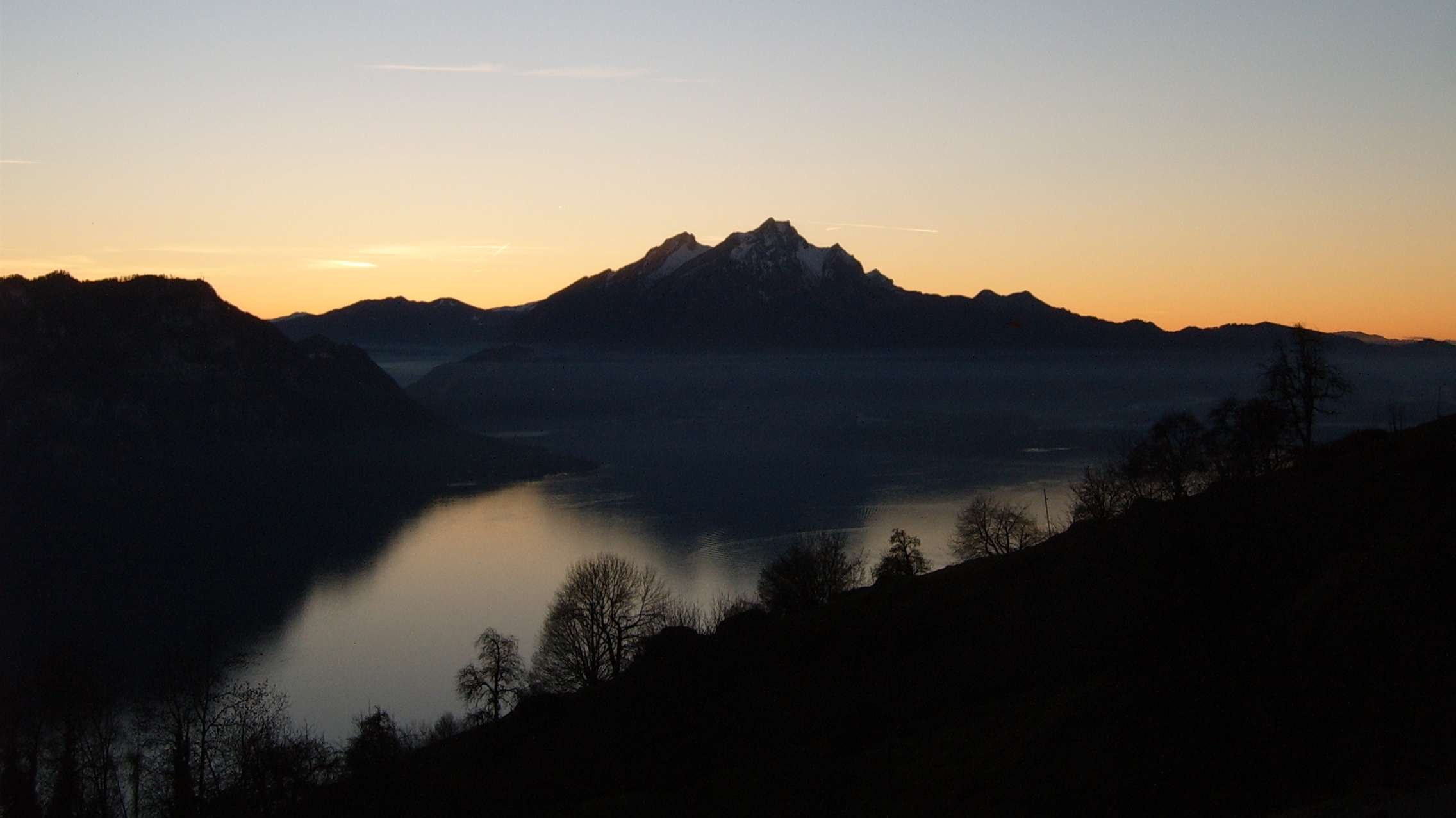
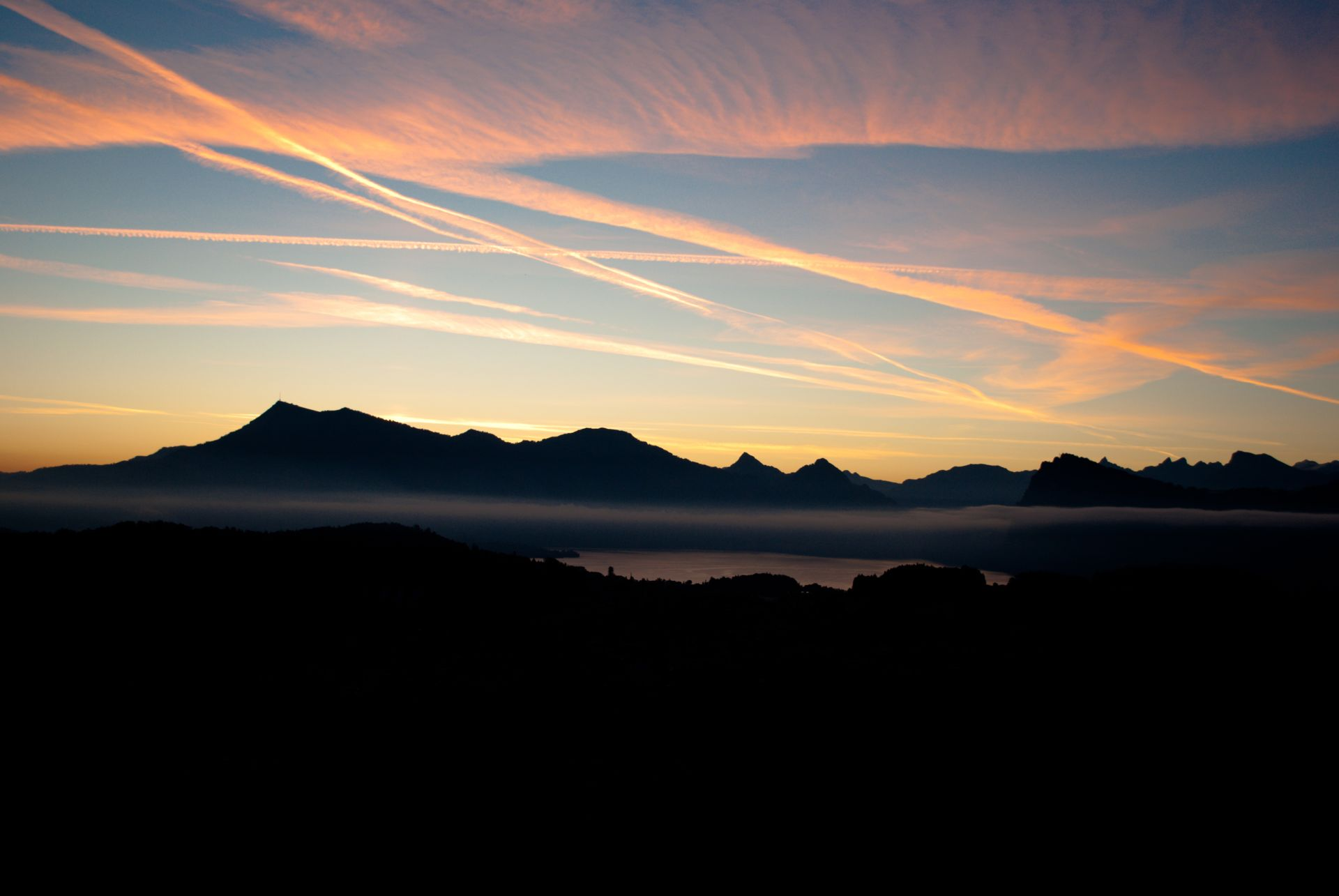
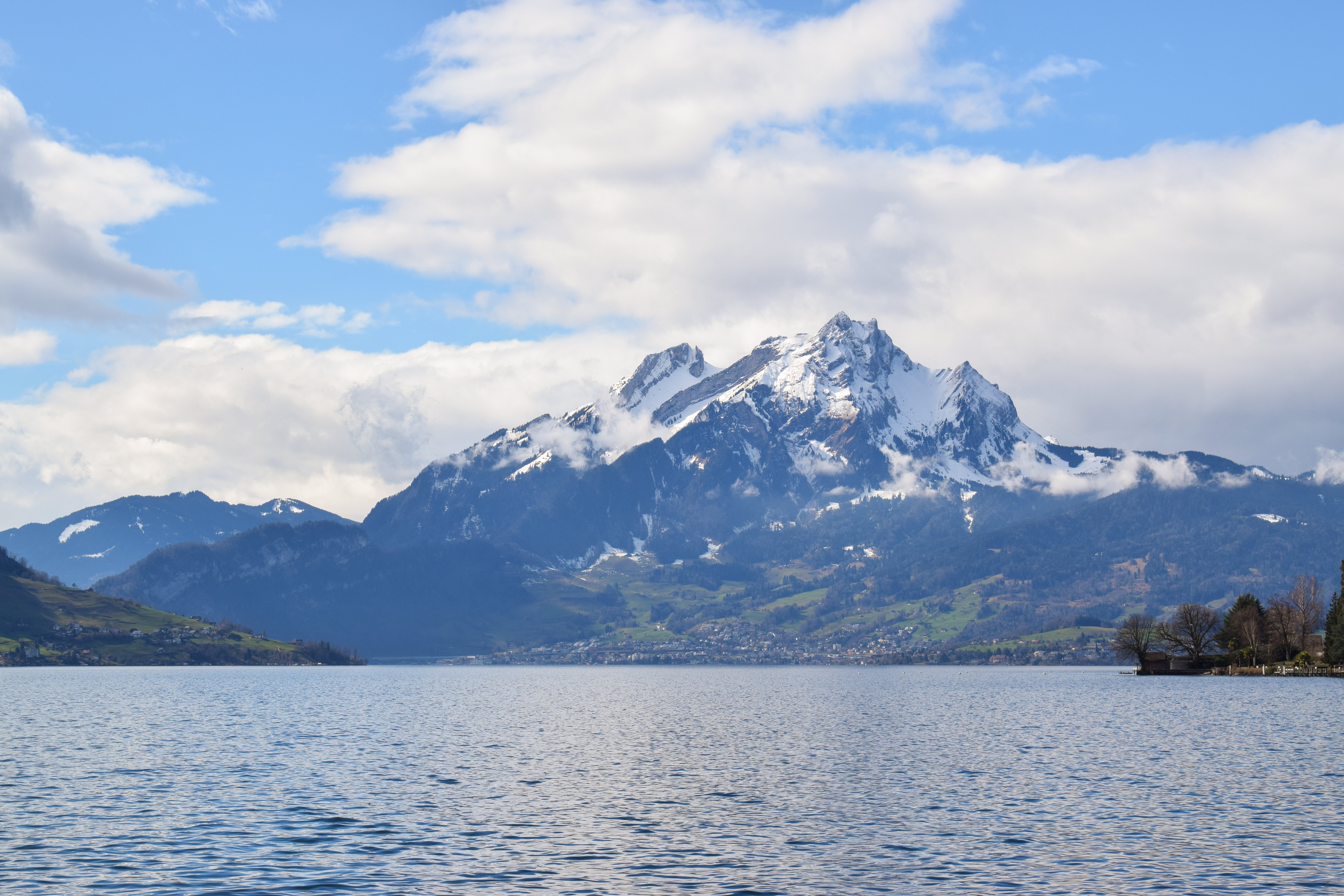
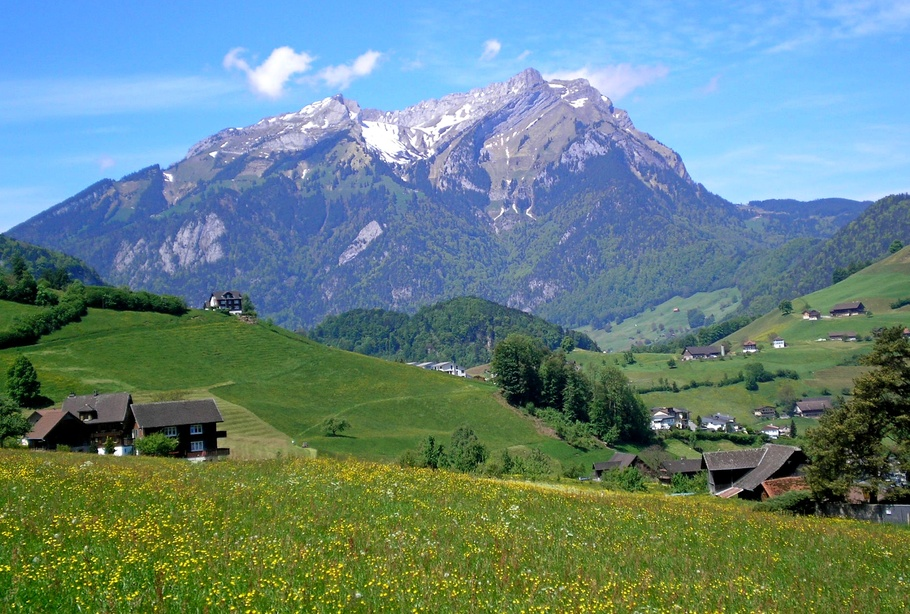